# Brian Dawkins
 (Jacksonville, 13 ottobre 1973) è un ex giocatore di football americano statunitense che ha giocato nel ruolo di safety nella National Football League (NFL) per diciotto stagioni. Fu scelto nel corso del secondo giro (65º assoluto) del Draft NFL 1996 dai Philadelphia Eagles dove rimase fino al 2009.
Convocato per nove Pro Bowl, Dawkins è membro della formazione ideale del 75º anniversario degli Eagles, della formazione ideale della NFL degli anni 2000 e del club 20/20 (20 sack e 20 intercetti in carriera). È stato introdotto nella Pro Football Hall of Fame nel 2018.

## Carriera professionistica

### Philadelphia Eagles
Dawkins fu scelto nel secondo giro del Draft 1996 dai Philadelphia Eagles. Nella sua stagione da rookie sostituì Eric Zomalt come free safety titolare, conservando quel ruolo per tutti i tredici anni trascorsi a Filadelfia. Nel 1996 partì come titolare in 13 delle 14 gare disputate, facendo registrare 75 tackle, un sack e 3 intercetti. Nella stagione '96 nacque anche il trio composto da Dawkins, Bobby Taylor e Troy Vincent della linea secondaria degli Eagles che funse da nucleo della difesa degli Eagles fino al 2003, la quale si classificò costantemente tra le migliori della lega in quel periodo.
Dawkins fu convocato per il primo di nove Pro Bowl nel 1999, imponendosi come una delle migliori safety della NFL, venendo nominato capitano della difesa degli Eagles.

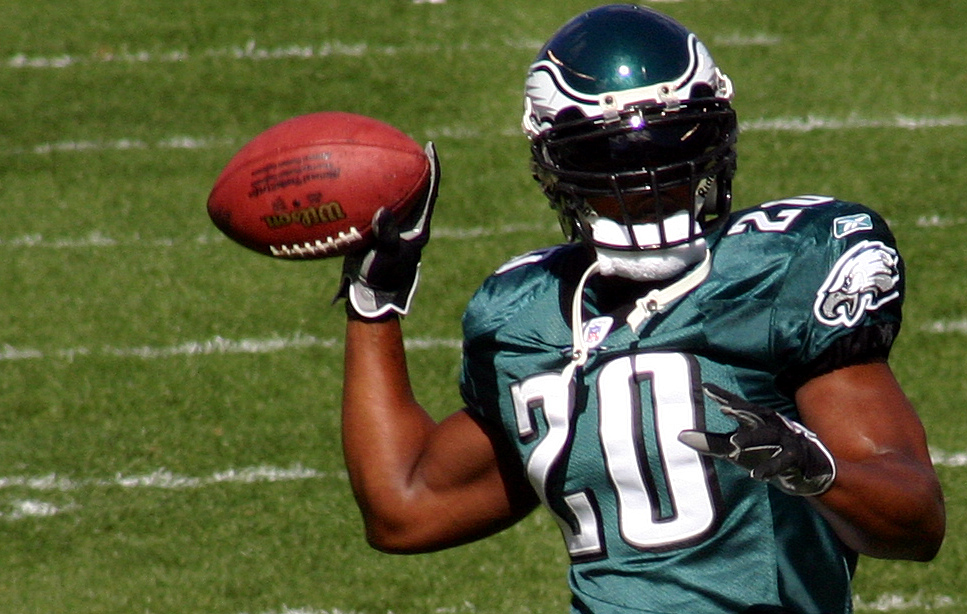
Dawkins prima di una gara del 2007 con gli Eagles.

Nel 2002 in una gara contro gli Houston Texans divenne il primo giocatore della storia della NFL a far registrare un sack, un intercetto, un fumble forzato e un touchdown su ricezione nella stessa partita. Quella prestazione, oltre alla sua consistente forma da Pro Bowl, gli fece guadagnare un'estensione contrattuale di sette anni alla fine della stagione 2002.
Nel 2004, dopo tre sconfitte consecutive nella finale della NFC, gli Eagles avanzarono fino al Super Bowl con una vittoria sugli Atlanta Falcons; gli Eagles alla fine furono sconfitti dai New England Patriots per 24-21. Quella fu la prima e unica apparizione di Dawkins al Super Bowl.
Durante la stagione 2008, Brian divenne il decimo membro del club 20/20 Club e superò il record di franchigia degli Eagles per gare disputate superando Harold Carmichael e le sue 180 presenze. Quella stagione per gli Dawkins e gli Eagles fu da ricordare, dal momento che dopo una partenza per 5-5-1 la squadra mise a segno un record parziale di 4-1 fino a raggiungere un'imprevista finale della NFC dove furono sconfitti dagli Arizona Cardinals, in quella che si rivelò essere l'ultima gara di Dawkins con la maglia degli Eagles.
La sua carriera con la squadra terminò disputando come titolare 182 gare su 183, con 898 tackle, 34 intercetti e 21 sack.

### Denver Broncos

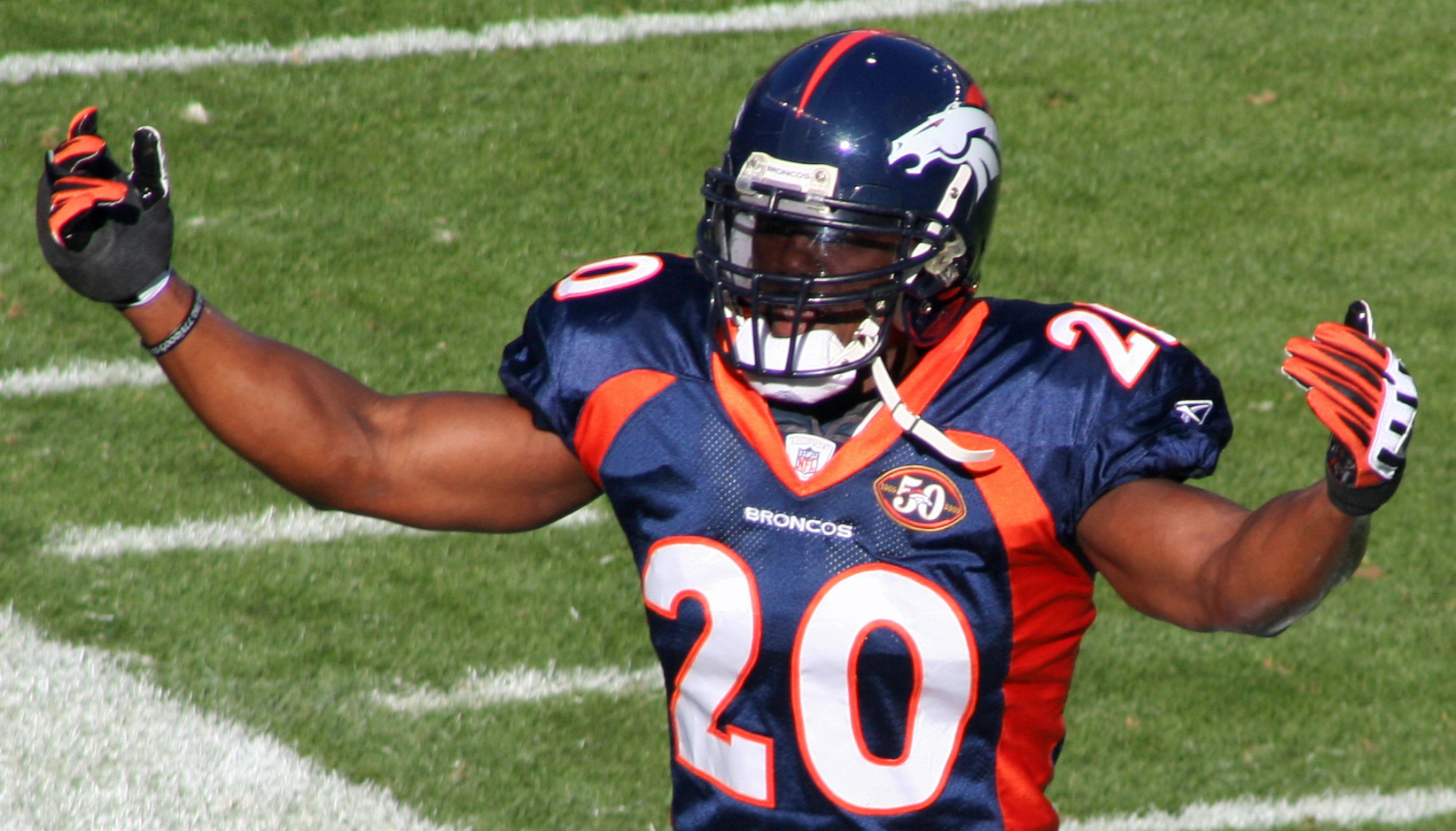
Brian Dawkins nel 2009 coi Broncos.

Il 28 febbraio 2009, Dawkins firmò un contratto quinquennale da 17 milioni di dollari coi Denver Broncos, raggiungendo l'ex compagno di squadra Correll Buckhalter, anch'egli passato ai Broncos.
Il 29 dicembre 2009, la NFL annunciò che Dawkins era stato nuovamente convocato come titolare per il Pro Bowl come strong safety. Dawkins giocò come titolare tutte le 16 gare di campionato coi Broncos, facendo registrare 116 tackle e 2 intercetti.
Nelle due stagioni successive, gli infortuni tormentarono Dawkins. Nel 2010 totalizzò 66 tackle e 2 intercetti giocando in sole 11 partite. Dawkins giocò 14 partite nel 2011 con soli 38 tackle, venendo tenuto per poco tempo in campo. Fu convocato anche per il Pro Bowl 2012 dopo che la strong safety titolare Troy Polamalu si infortunò.

### Ritiro
Dopo aver parlato con l'allenatore dei Broncos John Fox il 23 aprile 2012, Dawkins annunciò tramite Twitter la sua intenzione di ritirarsi dalla NFL.
Il 28 aprile 2012, Dawkins insieme a Jeffrey Lurie annunciò l'intenzione di firmare un contratto di un giorno per ritirarsi come membro dei Philadelphia Eagles. Gli Eagles ritirarono il suo numero 20 durante l'intervallo della partita del 30 settembre contro i New York Giants. Gli Eagles hanno ritirato solo otto numeri in quasi ottanta anni di storia.

## Palmarès
- (9) Pro Bowl (1999, 2001, 2002, 2004, 2005, 2006, 2008, 2009, 2011)
- (6) All-Pro (1999, 2001, 2002, 2004, 2006, 2009)
- PFWA All-Rookie Team - 1996
- Formazione ideale del 75º anniversario dei Philadelphia Eagles
- Formazione ideale della NFL degli anni 2000
- Numero 20 ritirato dagli Eagles
- Pro Football Hall of Fame (classe del 2018)